# Lo Nairac
Lo Nairac (en francès Le Nayrac) és un municipi francès situat al departament de l'Avairon i a la regió d'Occitània.

## Demografia
| 1962                                       | 1968 | 1975 | 1982 | 1990 | 1999 |
| ------------------------------------------ | ---- | ---- | ---- | ---- | ---- |
| 590                                        | 639  | 624  | 660  | 581  | 570  |
| Des de 1962: població sense dobles comptes |      |      |      |      |      |

## Administració
| Període   | Identitat        | Partit |
| --------- | ---------------- | ------ |
| 2001-2008 | Robert Thomas    |        |
| 2008-     | Jean-Paul Turlan |        |